# ليوبولد ويليام براندنبيرغ
ليوبولد ويليام براندنبيرغ (بالإنجليزية: Leopold William Brandenburg)‏ هو جراح وطبيب أمريكي، (و. 1886  م).